# Mounir Khairallah
Mounir Khairallah (* 2. Januar 1953 in Mtah-Ezziat) ist ein libanesischer Geistlicher und maronitischer Bischof von Batrun.

## Leben
Mounir Khairallah empfing nach seiner theologischen Ausbildung in Frankreich am 13. September 1977 die Priesterweihe. Er war anschließend für die maronitische Synode, als Lehrer am Priesterseminar und in der Seelsorge tätig.
Papst Benedikt XVI. bestätigt am 16. Januar 2012 seine Ernennung zum Bischof von Latakia und er wurde am 26. Februar desselben Jahres in das Amt eingeführt. Die Bischofsweihe spendete ihm der Maronitische Patriarch von Antiochien und des ganzen Orients, Béchara Pierre Raï OMM, am 25. Februar desselben Jahres; Mitkonsekratoren waren Paul-Emile Saadé, Altbischof von Batrun, und Joseph Mohsen Béchara, Erzbischof von Antelien.